# Rhytiphora basaloides
Rhytiphora basaloides là một loài bọ cánh cứng trong họ Cerambycidae.